# 北青傳媒
北青傳媒股份有限公司，簡稱北青傳媒股份（英語：BEIJING MEDIA CORPORATION LIMITED，港交所：1000），在2001年，由北京青年報社於北京（總部）成立。

## 業務
主要業務在中國內地經營销售报纸广告版面、报章制作及印刷材料贸易。董事長為张延平，首席執行官為余海波。

## 管理層

### 董事局
- 執行董事[2]
  - 汲傳排（主席）
  - 李小兵（總裁）
  - 楊文建（常務副總裁）
  - 彭亮
  - 商達（副總裁）
  - 李欣（財務總監）

- 非執行董事 
  - 臧福榮
  - 吳濱
  - 劉弘
  - 孫放

- 獨立非執行董事 
  - 吳德龍
  - 崔恩卿
  - 陳冀
  - 武常岐
  - 周炳泉

## 公司發展
股份則在2004年12月22日於港交所主板上市。招股價為18.95港元，全球發售為4774萬H股，集資額為9.05億港元。
2009年10月15日，該公司以765,000元人民幣出售「北京中國網球公開賽體育推廣有限公司」，買家為北京青年報社。
2010年7月28日，該公司和北京終端廣告傳媒有限公司，於北京合營合同簽訂有關交易，涉資額為1.5689億元人民幣。
2011年7月29日，該公司以人民幣29,664,542元，收購北京青年報現代物流有限公司42.342%股權，完成後，將會成為持有92.842%股權。
2011年8月24日，該公司以1880萬元人民幣收購北京今日陽光廣告有限責任公司55%股權。
2015年5月4日，該公司以30,000,000 元人民幣出售予杭州勢能投資諮詢有限公司。

## 外部連結
- bjmedia.com.cn（页面存档备份，存于）